# 安全標識

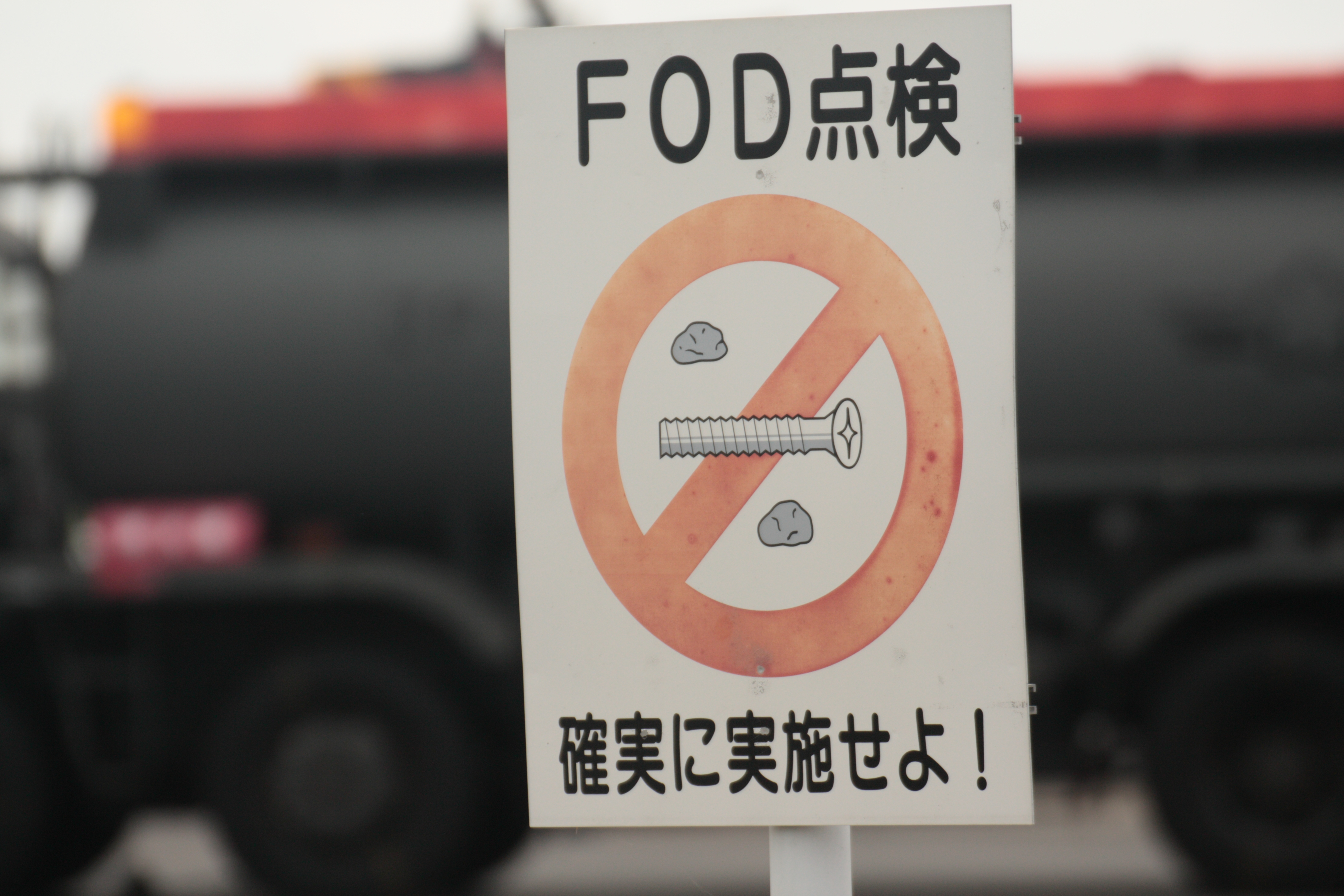
FODの点検を呼び掛ける安全標識

安全標識（あんぜんひょうしき）とは、危険を警告したり、守るべき安全行動や個人用保護具（PPE）の必要性を指示したり、特定の行動または目的を禁止したり、消火装置または救命キットの場所を明示したり、出口へ誘導（出口標識）したりするために設計された標識である。
安全標識は、工業施設でよく目にするのに加えて、公共施設やコミュニティ、送電塔や変電所、崖、ビーチ、水域、芝刈り機などの電動機械、建設や解体のために閉鎖された現場などでも見られる。 

## 歴史

1914年策定の「Universal Safety Standards」における危険標識

### アメリカ

#### 初期の標識とASA Z35.1
米国で安全標識を標準化するための最初期の試みの1つが、1914年策定の「Universal Safety Standards」である。看板は基本的にかなりシンプルで、赤地に白い文字で「DANGER」と書かれた彩色ボードで構成されていた。その後矢印が追加され、危険性があまり明確でない場合に危険の方向に注意を引くようにした。出口標識と救急キットは、白い文字の付いた緑色のボードで構成されていた。標識の目的は手短に情報を知らせることにあった。これに続く次の主要な標準規格は、1941年策定のASA Z35.1で、その後1967年と1968年に改訂された。米国労働安全衛生局による安全標識の仕様に関する規則「OSHA §1910.145」の策定において、労働安全衛生局は、その要件をASA Z35.1-1968に従って案出した。

#### ANSI Z535
1980年代、米国国家規格協会（ANSI）はZ53およびZ35標準規格を更新するための委員会を設立した。 1991年にANSI Z535が策定されたが、この規格においては、使用するシンボルの数を増加させ、シンボルの上に表示するヘッダ文字として「Warning（警告）」を新たに導入することによって標識を近代化し、
単に危険を述べるだけでなく、その危険が及ぼしうる危害や、危険を回避する方法までを表現することを目的としていた。
2013年まで、OSHAの規則では、ASA Z35.1-1968標準規格に基づいてOSHA§1910.145で規定された標識の使用を技術的に要求していた。規則の変更と法律の明確化により、現在ではOSHA§1910.145またはANSI Z535のどちらかに準拠した標識を使用できるようになっている。

### ヨーロッパ
グローバル化によって国際標準化機構（ISO）の標準規格が各国で採用される前は、ほとんどの国で独自の安全標識が策定されていた。昔は文字のみの標識が一般的であったが、1977年7月25日に欧州理事会指令77/576/EECが採択され、欧州連合加盟国にたいして「あらゆる場所に設置された安全標識がAnnex Iに規定された原則に準拠すること」を保証するため、Annex Iにおいて義務付けられた、色分けとシンボルの表示が要求された。
1992年、77/576/EECに代わって欧州理事会指令92/58/EECが策定された。新しい指令には、安全標識を効果的に利用する方法に関して改善された情報が含まれていた。 EECの指令した92/58/EEC標準は、単なる安全標識ではなく、消化設備のマーク、音による信号、車両が通行する際の声による信号と手信号を標準化している。
2013年、欧州連合はそれまでの標識に代わってISO 7010を採用することとなった。ISO 7010を欧州規格（EN）ISO 7010として採用することによって、EU諸国間で標識を標準化することができた。これに先立ち、もしシンボルが標準化されたとしても、「同じ意味を伝え、その違いや改造によって意味がわかりにくくならない場合に限り」、標識の外観を変えることができるようになった。

### オーストラリア
オーストラリアの安全標識は、1952年策定の「CZ4-1952：職業環境の安全標識」から始まる。1972年に「AS1319-1972」として改訂・再指定された。1979年、1983年、および1994年にさらに改訂が行われた。2018年8月、「AS1319-1994」が現在も有効であり、大きな改訂は不要であることが再確認された。

### 日本
日本の安全標識は、正方形の標識、縦書きの文字標識など、国際標準と明らかに異なった形をしている。日本の安全標識規格は日本産業規格（JIS）によって規定されており、JIS Z9101（職場および公共エリアの安全標識）、JIS Z 9103（安全標識の色）およびJIS Z 9104（安全標識-一般仕様）規格がある。JIS規格の近年の傾向として、国際標準規格であるISO規格およびANSI規格になるべく沿う方向で改定が行われているが、ISO標準にはないJIS規格の独自のシンボルの使用、非常電話や緊急停止ボタンに赤を使うなどISO標準とは異なる色の使用、漢字と英語を組み合わせた使い方など、まだ違いが大きい。一般的な安全標識の規格に加えて、日本は2016年にJIS Z 9098（災害種別避難誘導標識システム）を制定した。これは自然災害の影響を受けやすい地域、避難ルート、災害からの安全な避難所を人々に知らせるための規格である。この規格の特徴は、地図や図表を使用して、その地域の危険、避難所、および避難経路に関するより詳細な情報を提供している点である。

### 中国
中国の安全標識は、中華人民共和国国家標準規格（GB規格）のGB 2893-2008および2894-2008に基づいて中国の標準化管理局によって規制されており、全ての安全標識はこの規格に準拠することが法的に要求されている。そのデザインはISO 3864に類似しており、古いISO 7010：2003のシンボルを使用する一方で、より広範囲の禁止と危険をカバーするためにいくつかの記号を追加している。

## 標識のデザインとレイアウト

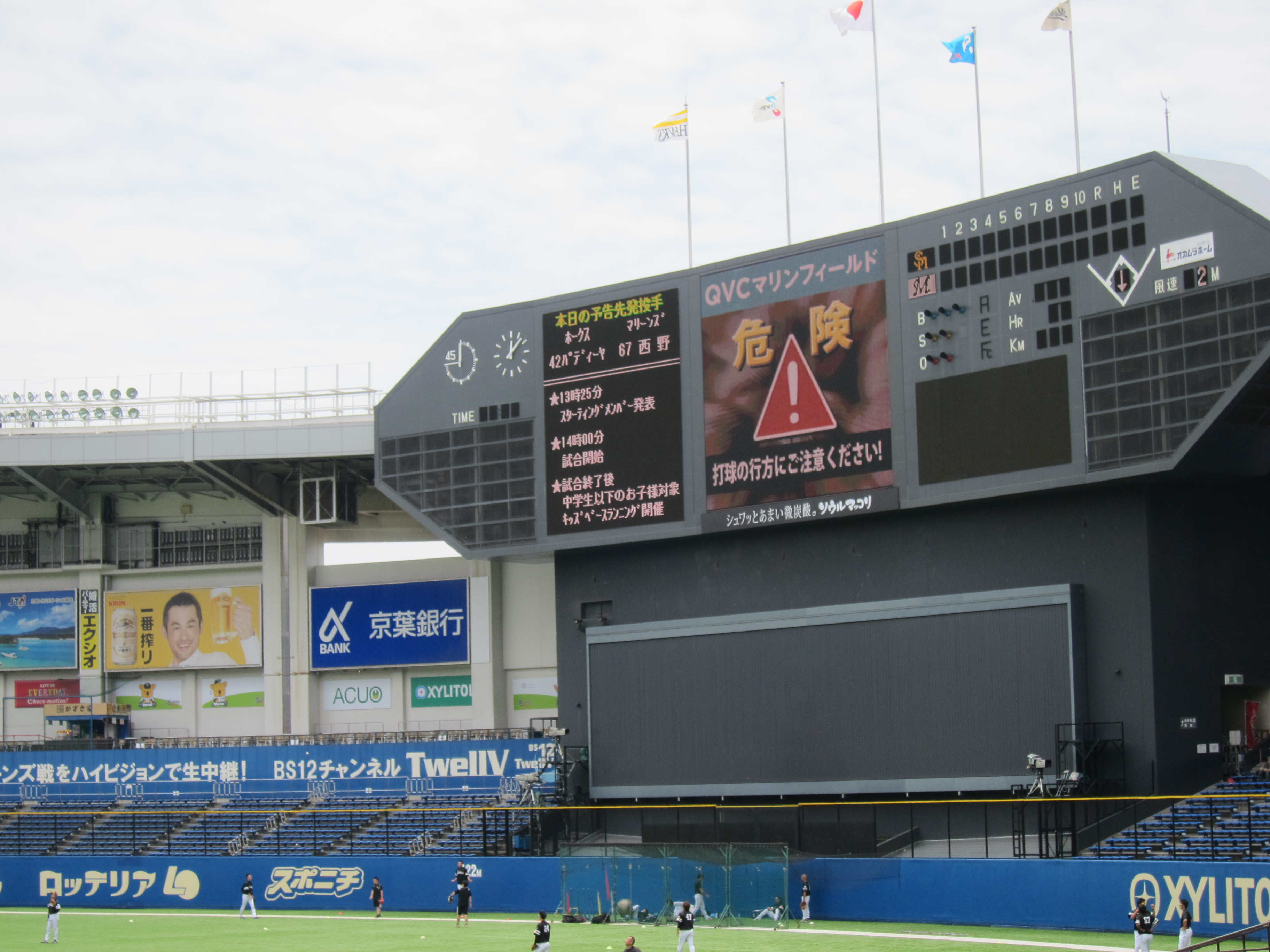
「危険」ヘッダ、危険シンボル、注意書きで構成された安全標識

現代の安全標識のデザインは、「シンボル」と「注意書き」によって構成されており、また「ヘッダ」と呼ばれる注意書きが上部に付属しているものもある。 

### ヘッダ
北米やオーストラリアのいくつかの州における安全標識は、危険によって危害を受けるリスクに注意を喚起するため、独特のヘッダを利用している。ヘッダには使用のためのガイドラインがあり、危険を指示するための特定の条件に合致しなければ、標識に使用することができない。
| OSHA/ANSI Z35.1 | ANSI Z535 | シグナルワード | 意味するところ                                           |
| --------------- | --------- | -------------- | -------------------------------------------------------- |
|                 |           | Danger/危険    | 重傷または死亡することが予測される                       |
|                 |           | Warning/警告   | 重傷または死亡する可能性がある                           |
|                 |           | Caution/注意   | 中程度又は軽度の傷害を受ける可能性がある                 |
|                 |           | Notice/指示    | 最悪でも物損で済み、肉体的損傷は受けないことが予測される |

2007年のANSI Z353.4の改訂では、国際的な状況で使用される標識または海外に輸出される機器において、「危険」「警告」「注意」のヘッダーにある「安全警告記号」をISO 7010の「W001 - 一般的な警告」記号に置き換えることを許可し、国際標準であるISO 3864-1に準拠できるようにした。
他にもヘッダの種類が存在し、Z53.1-1968では「放射線シンボル」のためにマゼンタと黄色の「Radiation（放射線）」ヘッダを規定している。他にもZ53.1標準でカバーされていないさまざまな状況における様々なヘッダが標識製造業者によって作成されており、例えば「セキュリティ通知」「バイオハザード」「立入禁止区域」などのヘッダがある。

### シンボル
言語と識字の壁を克服する手段として、「危険」「守るべき安全行動または安全装備」「禁止される不安全行動、道具」「安全」などを示すためのシンボルが、1990年代に安全標識に導入された。グローバリゼーションと国際貿易の増加がこの動きを後押しし、それは結果として安全標識を複数の言語で作成するための必要経費を削減することにもつながった。世界ではISO 7010で使用されるシンボルを採用する国がますます増えており、これはシンボルを国際的に統一して混乱を減らし、ISOによって定められた国際規格に準拠する方向に各国を導くことになる。

### 注意書き
現代（ANSI Z535.4-2011）の安全標識の注意書きは、次の3つの要素によって構成されている。
- 危険性の認識：例「高電圧」
- 危険が及ぼす影響：例「触ると感電、火傷、または死亡します」
- 危険を回避する方法：例「機器の電源を切断してください。」

現代（ANSI Z535.4-2011）の安全標識の注意書きのガイドライン。
- テキストは左揃え
- 能動態で書くことと、ヘッドライン・スタイル（新聞の「見出し」のようなスタイル）で書くこと：例「Keep hands away（さわるな）」
- 前置詞（前置詞句）の使用を避けること：例「in event of a（万一○○された場合は）」
- テキストの一かたまりごとに改行で区切ること
- センテンスケース（文章の先頭の一文字だけを大文字にする表記法）を使用すること
- サンセリフのフォントを使用すること：例「Arial」「Helvetica」「Franklin Gothic」など
- 複数の言語で書くこと：例えばアメリカ南部では英語とスペイン語を併記している

1968年のASA Z35.1-1968の段階で、安全標識のデザイナーは、「安全標識の最良のアプローチはシンプルで最小限の言葉で危険を伝えることである」と規定した。その結果、安全標識は「高電圧」などほんの数語で危険を識別するようになった。しかしこの方法は、警告を無視した人にどのような危害が起こりうるかがよく解らず、危険をどうやって回避するかについての案内を提供できないという欠点があった。

## ポータブル・サイネージ
「床が濡れています」「メンテナンス中」「清掃中」など、一時的に安全標識が必要になる場合に、持ち運び可能なポータブル・サイネージが利用されている。これらは地面に自立することができ、作業が完了すると比較的簡単に撤去できるように設計されている。 1914年策定の「Universal Safety Standards」においては、路面が舗装済であろうと未舗装であろうとどちらでも「DANGER」のポータブル・サイネージを設置できるように規定されている。ポータブル・サイネージは、カラーコーンやA型バリケードのような単純な形の物から、可動式の腕に安全標識を持って振る安全太郎に至るまで、いろいろな形のものがある。
「床が濡れています」のサイネージは、現代では商業施設・公共施設でよく見かけるものであるが、これは客が滑って怪我をした際、客に危険を警告していなかったことによる店側の法的責任を回避するために存在する。「床が濡れています」のサイネージは、黄色い物が多い。技術の進歩により、音で警告を発するポータブル・サイネージもある。雑巾がけ機能を持つロボット掃除機には、作業を完了した時に音が鳴って、床が塗れていることを知らせてくれる機能がある
。

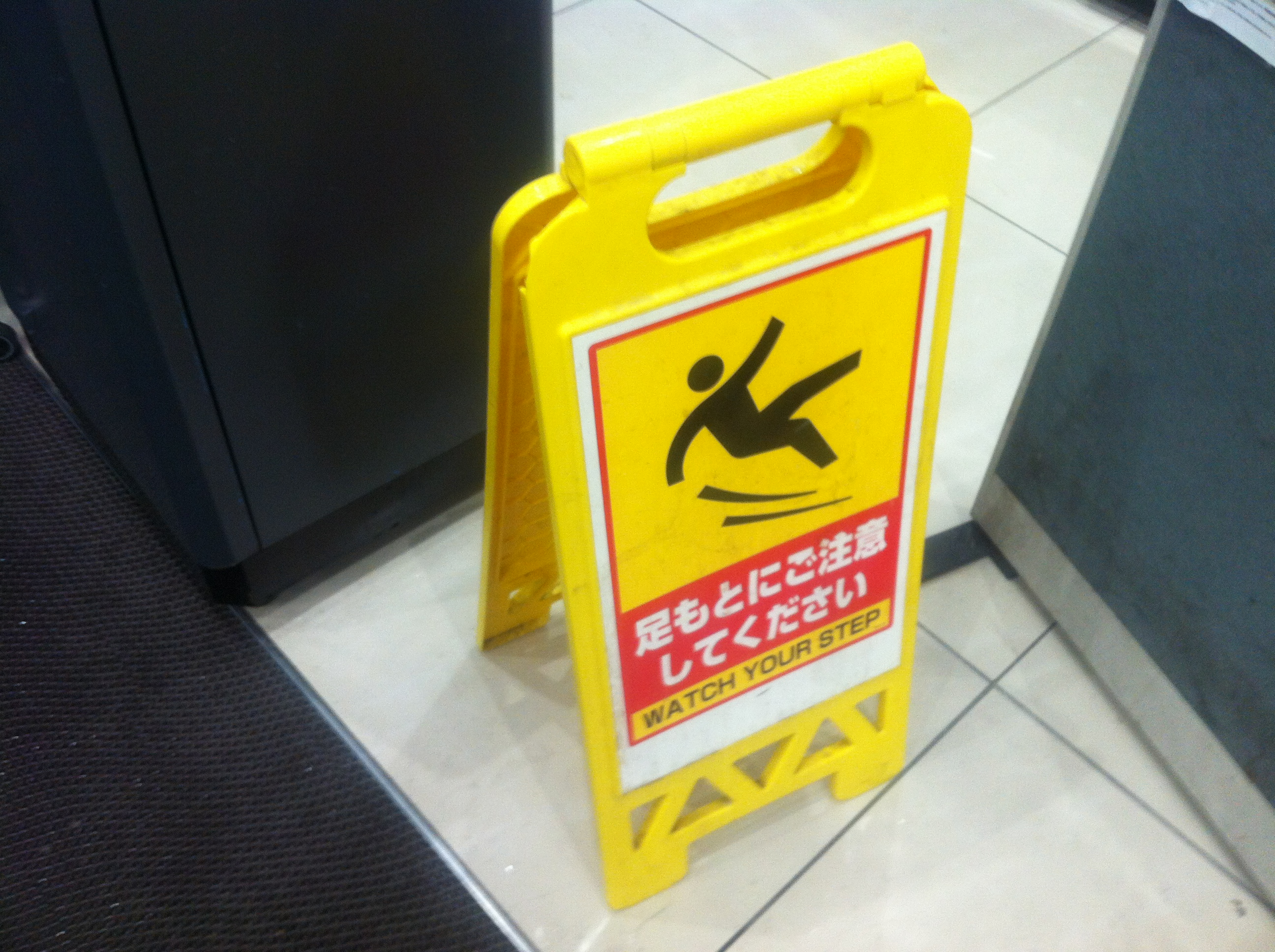
「床が塗れています。足元にご注意してください」のポータブル・サイネージ。
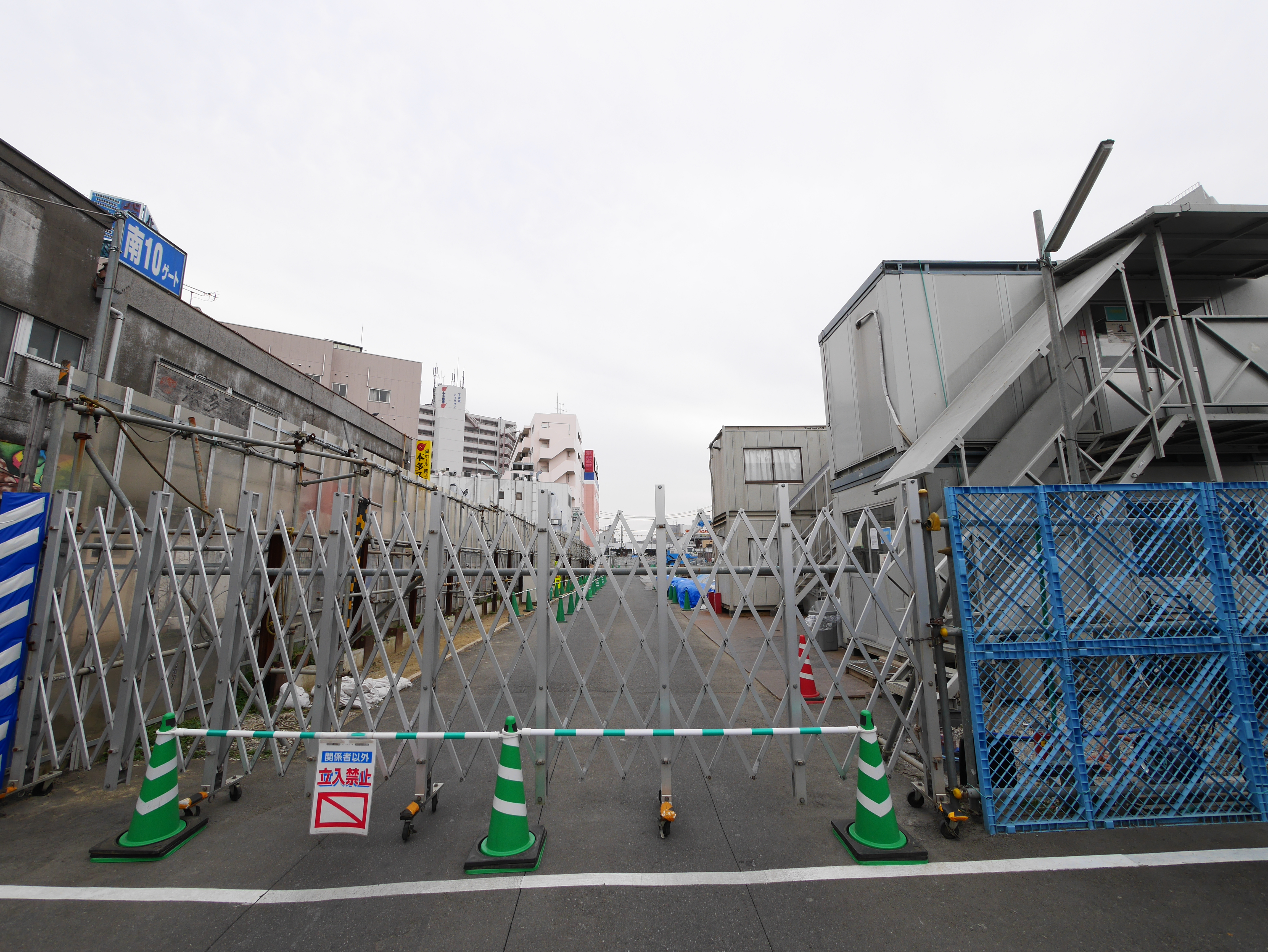
カラーコーンにポールをかぶせたもの。設置や撤去がしやすい。
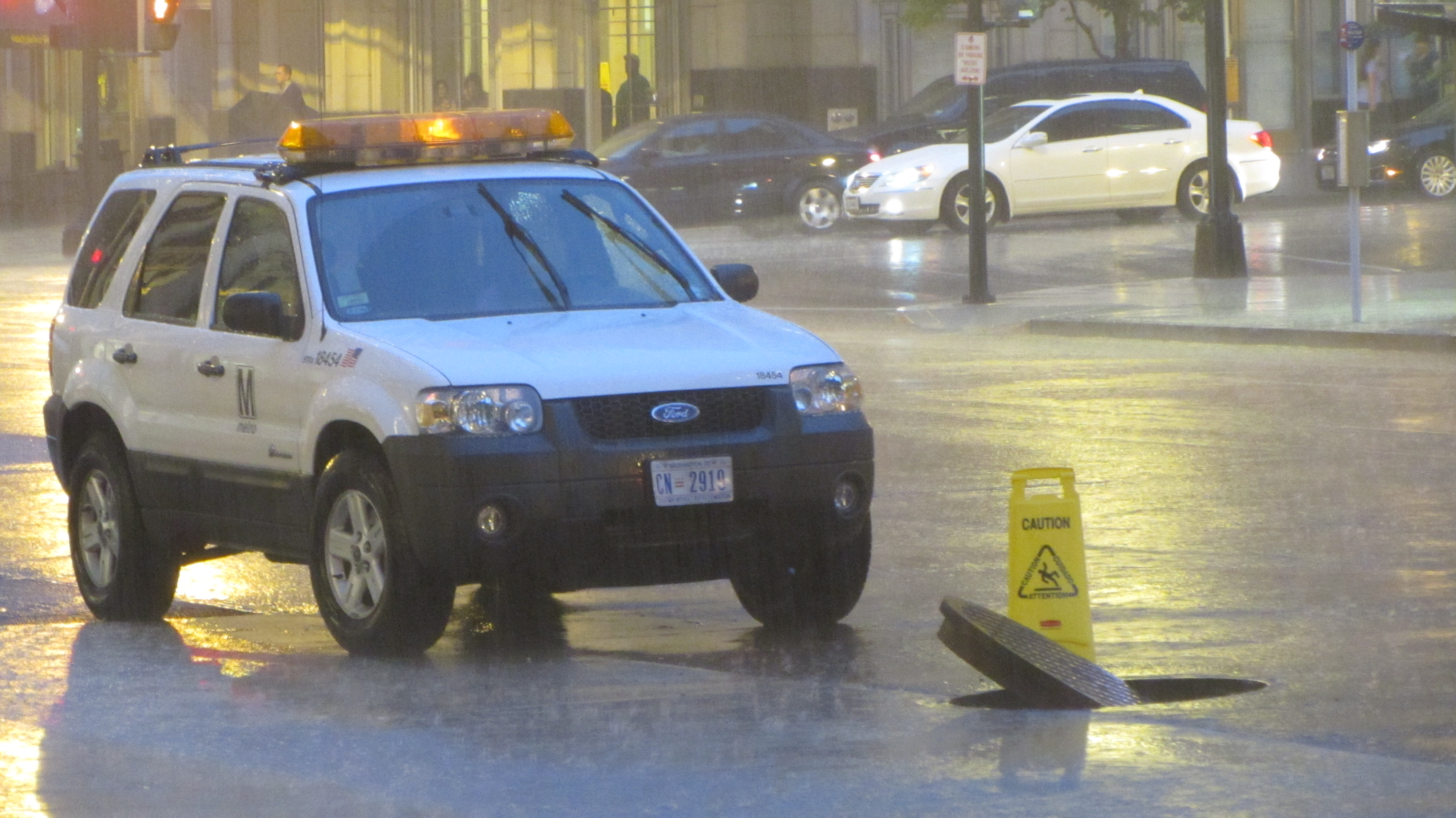
「床が濡れています」のポータブルサイネージは、割とどこにでもあって目立つので、使い回されることがある。

## 安全標識の有効性

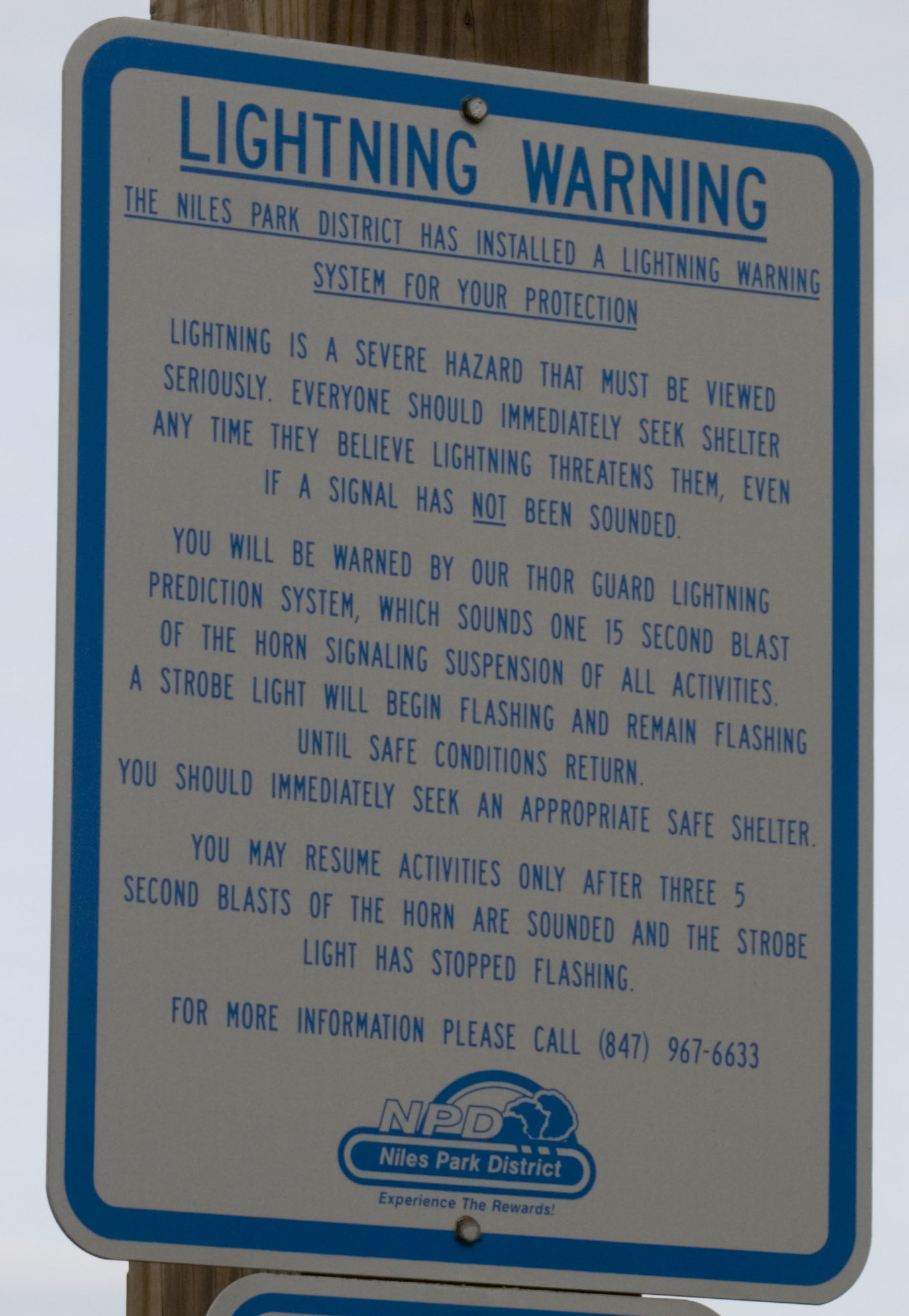
情報過多問題。いろいろ注意が書いてあるが、情報が多すぎて、結局どうすればいいのか分からなくなる

安全標識は1980年代後半より、主旨をハッキリさせ、誤解の余地をなくすことに重点が置かれて来た。研究者たちは、標識の背景に対して、標識の枠線、色のコントラスト、文字やシンボルなどをいろいろと試行錯誤して、それぞれのインパクトの強さを調査して来た。
1999年、とあるデザイナーのグループが、1人乗り水上バイクの警告ラベルの標準規格の策定を任された時の事を例に挙げる。グループは、同じ警告ラベルに対していくつか異なったバージョンを製作し、それぞれシンボル、注意書き、強調するキーフレーズなどを変えたりしながら、下線を引いたり、太字フォントを使ったり、大文字にしたりしてみた。ラベルのデザインは、理解のしやすさと読みやすさに関して、米国沿岸警備隊・ボートクラブ・ボート業界の代表によってレビューされた。そして、これらのレビューとテストの結果を受け、注意書きをさらに修正し、いくつかのシンボルを再設計した。最終的に完成したラベルは、最初に設計されてから約20年を経た現在もなお水上バイクに使用されている。
標識を設置する場所も、標識の有効性に影響する。1993年の調査では、書類棚の「一番上の段に最初に物を詰め込んではいけません。下の段から使ってください」と言う警告を守れるかどうかをテストした。警告は、配送用の段ボールだけに貼り付けていた場合はほとんど効果を発揮しなかったが、書類棚の一番上の段が開くのを物理的に妨害する段ボールのカバーとして警告を設置した場合は最も効果を発揮し、段ボールのカバーは取り外し可能であったにもかかわらず、一番上の引き出しにファイルが詰め込まれるのをあからさまに妨害した。
「情報過多」などの様々な要因によって、標識の有効性が低下する場合がある。段落のない何行にもわたる長文で構成される標識や、不必要なまでに細かい規則が書かれた標識など、情報過多の標識を目の前にすると、見た人の脳が適切に処理できず、情報のオーバーロードを起こしてしまう。これを防ぐには、重要なキーワードのみを残して警告文を簡略化することが有効である。補足的なマニュアルを配布することや、避難訓練などのトレーニングを行うことも有効である。「警告過多」もこれに関連する問題で、余計なお世話の標識や見れば解るようなことを警告する標識など、大量の安全標識を同時に配置すると、これを見た人に標識が見過ごされてしまう。また、コンディションが悪い、メンテナンスが悪い、設置した位置が高すぎる、または低すぎるなど、警告を読むために無駄に労力を必要とする場合も、標識の効果が低下する場合がある。

## 現在の標準規格
- ISO 3864 - International - Adopted in 2011–2016.[22][23][24]
- ISO 7010 - International - Adopted in 2011.[25]
- ISO 7001 - International - Adopted in 2007.[26]
- ISO 20712-1[注釈 3] - International - Adopted 2008.[28]
- Regulation (EC) No 1272/2008 - European adoption of GHS - Adopted in 2009.[29]
- Globally Harmonized System of Classification and Labelling of Chemicals (GHS) - Adopted 2005–2017.[30]
- ANSI Z535-2011 - United States - Adopted in 2011.[3]
- EC Directive 92/58 - European Union - Adopted in 1992.[31]
- AS1319-1994 - Australia - Adopted in 1994 [7][注釈 4]
- JIS Z 9101 - Japan - Adopted in 2005. - Workplace and public area safety signs.[32]
- JIS Z 9104 - Japan - Adopted 2005 - General safety signs.[33]
- JIS Z 9098 - Japan - Adopted in 2016 - Emergency Management Signs.[34]
- GB 2893-2008 - China -Safety Colours - Adopted in 2008.[9]
- GB 2894-2008 - China - Safety Signs and Guidelines for Use - Adopted in 2008.[10]

## 過去に使われていた標準規格
- ANSI Z35.1-1968 - United States - Superseded in 2011 by ANSI Z535-2011[5]
- European Council Directive 92/58/EEC - European Union & Europe - Superseded by EN ISO 7010.[6]
- BS 5499 - Great Britain - Superseded in 2015 by BS EN ISO 7010.[35]
- DIN 4844-2 - German - Superseded in 2013 by DIN EN ISO 7010.[36][37]
- European Council Directive 67/548 - Superseded in 2016 by CLP.[38]
- Council Directive 77/576/EEC - European Union - Superseded by Council Directive 92/58/EEC.[39]